# آب‌انبار قدیمی لطف‌آباد
آب‌انبار قدیمی لطف‌آباد مربوط به دوره قاجار است و در شهرستان درگز لطف‌آباد، خیابان شلیگان واقع شده و این اثر در تاریخ ۱۰ خرداد ۱۳۸۲ با شمارهٔ ثبت ۸۹۴۳ به‌عنوان یکی از آثار ملی ایران به ثبت رسیده‌است.